# Орель Мангаля
Орель Джонсон Мангаля (нід. Orel Johnson Mangala, нар. 18 березня 1998, Брюссель, Бельгія) — бельгійський футболіст конголезького походження, центральний півзахисник клубу «Ліон» і національної збірної Бельгії. На умовах оренди грає за англійський «Евертон».

## Ігрова кар'єра

### Клубна
Орель Мангаля народився у Брюсселі. Вихованець футбольної школи місцевого клубу «Андерлехт». З якого у 2016 році відправився в оренду до молодіжного складу «Боруссія» (Дортмунд). Саме там його і помітили агенти іншого німецького клубу — «Штутгарта», з яким він влітку 2017 року підписав професійний контракт. Сума трансферу склала близько 2 млн євро. Сезон 2018/19 Мангаля провів в оренді у «Гамбурзі».

### Збірна
У 2015 році у складі юнацької збірної Бельгії (U-17) Мангаля дістався півфіналу чемпіонату Європи для юнаків до 17-ти років, що проходив на полях Болгарії. В тому ж році разом з юнацькою збірною посів третє місце на чемпіонаті світу у Чилі.
У березні 2021 року Орель Мангаля отримав виклик до національної збірної Бельгії.

## Статистика виступів

### Статистика виступів за збірну
Станом на 1 липня 2024 року
| Дата       | Місто              | Господарі   | Результат | Гості        | Турнір                  | Голи | Примітки  |
| ---------- | ------------------ | ----------- | --------- | ------------ | ----------------------- | ---- | --------- |
| 26-3-2022  | Дублін             | Ірландія    | 2 – 2     | Бельгія      | товариський матч        | -    | 75'       |
| 29-3-2022  | Брюссель           | Бельгія     | 3 – 0     | Буркіна-Фасо | товариський матч        | -    | 78'       |
| 24-3-2023  | Стокгольм          | Швеція      | 0 – 3     | Бельгія      | Відбір до ЧЄ 2024       | -    | 61'       |
| 28-3-2023  | Кельн              | Німеччина   | 2 – 3     | Бельгія      | товариський матч        | -    | 80'       |
| 17-6-2023  | Брюссель           | Бельгія     | 1 – 1     | Австрія      | Відбір до ЧЄ 2024       | -    | 76'       |
| 20-6-2023  | Таллінн            | Естонія     | 0 – 3     | Бельгія      | Відбір до ЧЄ 2024       | -    | 57'       |
| 9-9-2023   | Баку               | Азербайджан | 0 – 1     | Бельгія      | Відбір до ЧЄ 2024       | -    | 66'       |
| 12-9-2023  | Брюссель           | Бельгія     | 5 – 0     | Естонія      | Відбір до ЧЄ 2024       | -    |           |
| 13-10-2023 | Відень             | Австрія     | 2 – 3     | Бельгія      | Відбір до ЧЄ 2024       | -    | 24' 64'   |
| 16-10-2023 | Брюссель           | Бельгія     | 1 – 1     | Швеція       | Відбір до ЧЄ 2024       | -    |           |
| 15-11-2023 | Левен              | Бельгія     | 1 – 0     | Сербія       | товариський матч        | -    | 46'       |
| 19-11-2023 | Брюссель           | Бельгія     | 5 – 0     | Азербайджан  | Відбір до ЧЄ 2024       | -    |           |
| 26-3-2024  | Лондон             | Англія      | 2 – 2     | Бельгія      | товариський матч        | -    | 82'       |
| 5-6-2024   | Брюссель           | Бельгія     | 2 – 0     | Чорногорія   | товариський матч        | -    | 46'       |
| 8-6-2024   | Брюссель           | Бельгія     | 3 – 0     | Люксембург   | товариський матч        | -    |           |
| 17-6-2024  | Франкфурт-на-Майні | Бельгія     | 0 – 1     | Словаччина   | ЧЄ 2024 - груповий етап | -    | 29' 57'   |
| 22-6-2024  | Кельн              | Бельгія     | 2 – 0     | Румунія      | ЧЄ 2024 - груповий етап | -    | 72'       |
| 26-6-2024  | Штутгарт           | Україна     | 0 – 0     | Бельгія      | ЧЄ 2024 - груповий етап | -    | 61'       |
| 1-7-2024   | Дюссельдорф        | Франція     | 1 – 0     | Бельгія      | ЧЄ 2024 - 1/8 фіналу    | -    | 63' 90+3' |
| Усього     |                    | Матчів      | 19        |              | Голів                   | 0    |           |